# Idith Zertal
Idith Zylbertal (ou Idith Zertal) (Ein Shemer, 1945) é uma historiadora israelense, que faz parte do grupo denominado "Novos Historiadores".

## Carreira
Após uma carreira no jornalismo, Zertal iniciou uma nova carreira como professora de história e de antropologia cultural na Universidade Hebraica de Jerusalém. Ela foi professora visitante em várias universidades, incluindo a Universidade de Chicago e a Escola de Estudos Avançados em Ciências Sociais em Paris.
Zertal é considerada um dos Novos Historiadores. Em Da Catástrofe ao Poder, ela examinou a política de imigração sionista após o fim da Segunda Guerra Mundial para sobreviventes dos campos de extermínio nazistas e, em particular, a divergência de interesses entre a comunidade judaica na Palestina e os sobreviventes. Segundo ela, enquanto as organizações sionistas atuavam em prol das vítimas da Solução Final, houve também uma instrumentalização política desse sofrimento para eliminar as cotas de imigração impostas pela Grã-Bretanha. Zertal destaca outra linha de falha: aquela entre a diáspora judaica e os judeus da Palestina, estes últimos, segundo ela, cheios de remorso por não terem feito o suficiente para salvar os judeus da Europa.
Em O Holocausto de Israel e a Política da Nação, ela questiona o peso do Holocausto no discurso e na política de Israel. Em particular, ela acusa o estado judeu de instanciar o Holocausto para justificar "abusos aos palestinos".
Em Lords of the Land, escrito juntamente com Akiva Eldar, ela critica a ocupação dos territórios palestinos.

## Ativismo político
Zertal é membro do partido político israelense Meretz e ficou em 86º lugar na lista do partido para as eleições legislativas de 2013.
Crítica à política de Israel, Zertal se manifestou a favor do movimento refusenik que se recusa a servir nos Territórios Palestinos Ocupados, a favor do boicote às empresas israelenses ativas na Cisjordânia, e contra o reconhecimento do antissemitismo no antissionismo.